# Jim Howick
James Howick (Chichester, 14 de maio de 1979) é um ator e escritor britânico, conhecido por interpretar Mr. Hendricks na série Sex Education e diversas outras personagens como Jorge IV do Reino Unido e Nero no seriado infantil da CBBC Horrible Histories.

## Prêmios
Em 2010, Howick recebeu um BAFTA infantil por sua atuação na série Horrible Histories.